# Alur Langsat
Alur Langsat is een bestuurslaag in het regentschap Aceh Tenggara van de provincie Atjeh, Indonesië. Alur Langsat telt 237 inwoners (volkstelling 2010).